# مجلس شورى المجاهدين في العراق
مجلس شورى المجاهدين في العراق وأصبح لاحقًا حلف المطيبين. هو تجمع وتحالف لعدد من الكتائب والتنظيمات المسلحة وشيوخ ووجهاء عشائر عراقية مع تنظيم القاعدة في بلاد الرافدين. تأسس في يوم الأحد 15 يناير 2006، وتم اختيار أبو مصعب الزرقاوي لإمارة الحلف المُسلَّح، ثم عُيِّن عبد الله بن رشيد البغدادي (عُرف لاحقًا بـ أبو علي الأنباري)، كناطق رسمي. وبعد مقتل الزرقاوي في يونيو من نفس السنة -2006- تولى أبو حمزة المهاجر منصب الأمير مؤقتًا، قبلَ أن يُعلِن حلَّ الحلف في ما بعد تمهيدًا لإعلان قيام دولة العراق الإسلامية.

## تشكيل التحالف
أُعلن تشكيل هذا التحالف في 15 يناير 2006، في بيان نُشر على شبكة الإنترنت في مواقع جهادية (منتديات حنين، منتديات الفلوجة الإسلامية) في بيان تلاه أبو علي الأنباري المعروف آنذاك باسم عبد الله بن رشيد البغدادي وكان الغرض المعلَن للمجلس «إدارة الصراع في مواجهة المحتل الأمريكي والعملاء من المرتدين».

## الجماعات المشكّلة للمجلس
قررت ستة تنظيمات إسلامية تشكيل مجلس شورى في ما بينها بهدف توحيد وتنسيق الجهاد. وهذا المجلس كان عبارة عن مجلس تنسيقي تنبثق عنه بيانات عسكرية و سياسية و شرعية موحدة مع احتفاظ كل فصيل بهيكله التنظيمي. وتمثلت في:
- تنظيم القاعدة في بلاد الرافدين.[9]
- جيش الطائفة المنصورة.[10][9]
- سرايا أنصار التوحيد والجهاد.[9][11]
- سرايا الجهاد الإسلامي.[12][9]
- سرايا الغرباء.[9]
- كتائب الأهوال.[8]

ثم تلى ذلك انضمام ثلاث فصائل إلى ذات المجلس وهم كالتالي:
- جيش أهل السنة و الجماعة (كتيبة).
- كتائب المرابطين.
- كتائب الأنبار.

## حلف المطيّبين
في 6 يونيو 2006 تمّ الإعلان عن تشكيل ما سمّيَ بـ "حلف المطيّبين" الذي ضمَّ كُلاًّ من:
1. مجلس شورى المجاهدين.
2. جيش الفاتحين (فصيل صغير دخل ضمن جبهة الجهاد والإصلاح ثم خرج بعد ذلك ليتضح أيضاً بعد ذلك أن الجيش لم يبايع بأكمله).[13]
3. كتائب أنصار التوحيد والسنة.
4. جند الصحابة.
5. عدد من شيوخ العشائر.

## حَلّ التحالف
وفي منتصف أكتوبر عام 2006 صدر شريط مُصوَّر يظهر فيه أبو حمزة المهاجر مُعلنًا حلَّ كافة التشكيلات المكونة لمجلس شورى المجاهدين و حلف المطيبين بما فيها تنظيم القاعدة في بلاد الرافدين، لصالح دولة العراق الإسلامية والتي أعلن أنها بذرة لإعادة تأسيس الخلافة الإسلامية.

## فك الارتباط بتنظيم القاعدة
اتضح أن تنظيم القاعدة في العراق أصبح جزء من التاريخ و لم يعد له أي وجود تنظيمي لأنه حل نفسه بنفسه منذ تاريخ 15 يناير 2007. كان ذلك في كلمة صوتيّة لأبو حمزة المهاجر تمّ نشرها آنذاك ورد خلالها قوله: «معلناً ذوبان كل التشكيلات التي أسسناها بما فيها مجلس شورى المجاهدين، وبالنيابة عن إخواني في المجلس تحت سلطة دولة العراق الإسلامية».
وفي نفس الشهر، قال أبو عمر البغدادي الأمير السابق لدولة العراق الإسلامية في شريط صوتي حمل عنوان "وقل جاء الحق وزهق الباطل": «وما القاعدة إلا فئة من فئات دولة الإسلام».
و قال أيضا في شريط صوتي بث بتاريخ 24 ديسمبر 2007 يحمل عنوان "فأما الزبد فيذهب جفاء":«وأمير القاعدة المهاجر أعلن وعلى الملأ بيعته وسمعه وطاعته للعبد الفقير وحُلَّ التنظيم رسمياً لصالح دولة الإسلام دولة العراق الإسلامية».